# Биртукан Фенте
Биртукан Фенте Алему (англ. Birtukan Fente Alemu; Пустой шаблон {{ВД-Преамбула}} ) — эфиопская легкоатлетка, специализировавшаяся на беге на длинные дистанции.

## Биография
Биртукан Фенте дебютировала на международной арене в 2005 году, приняв участие в юношеском чемпионате мира в Марракеше, где выступила на дистанции 3000 метров.
Фенте трижды представляла свою страну на чемпионатах мира — в 2011, 2015 и 2017 годах. Её лучшим результатом стало седьмое место, которое она заняла на своём первом выступлении.
В её активе — победы на престижных международных турнирах, включая Мемориал Йозефа Одложила и Мемориал Примо Небиоло в 2011 году. Кроме того, она одержала ряд побед в кроссовых соревнованиях, таких как Cross della Vallagarina (2011), Antrim International Cross Country (2015) и Lotto Cross Cup de Hannut (2016).
Свою спортивную карьеру Фенте завершила в 2019 году, выступив на Шанхайском марафоне.